# 新世代逃犯

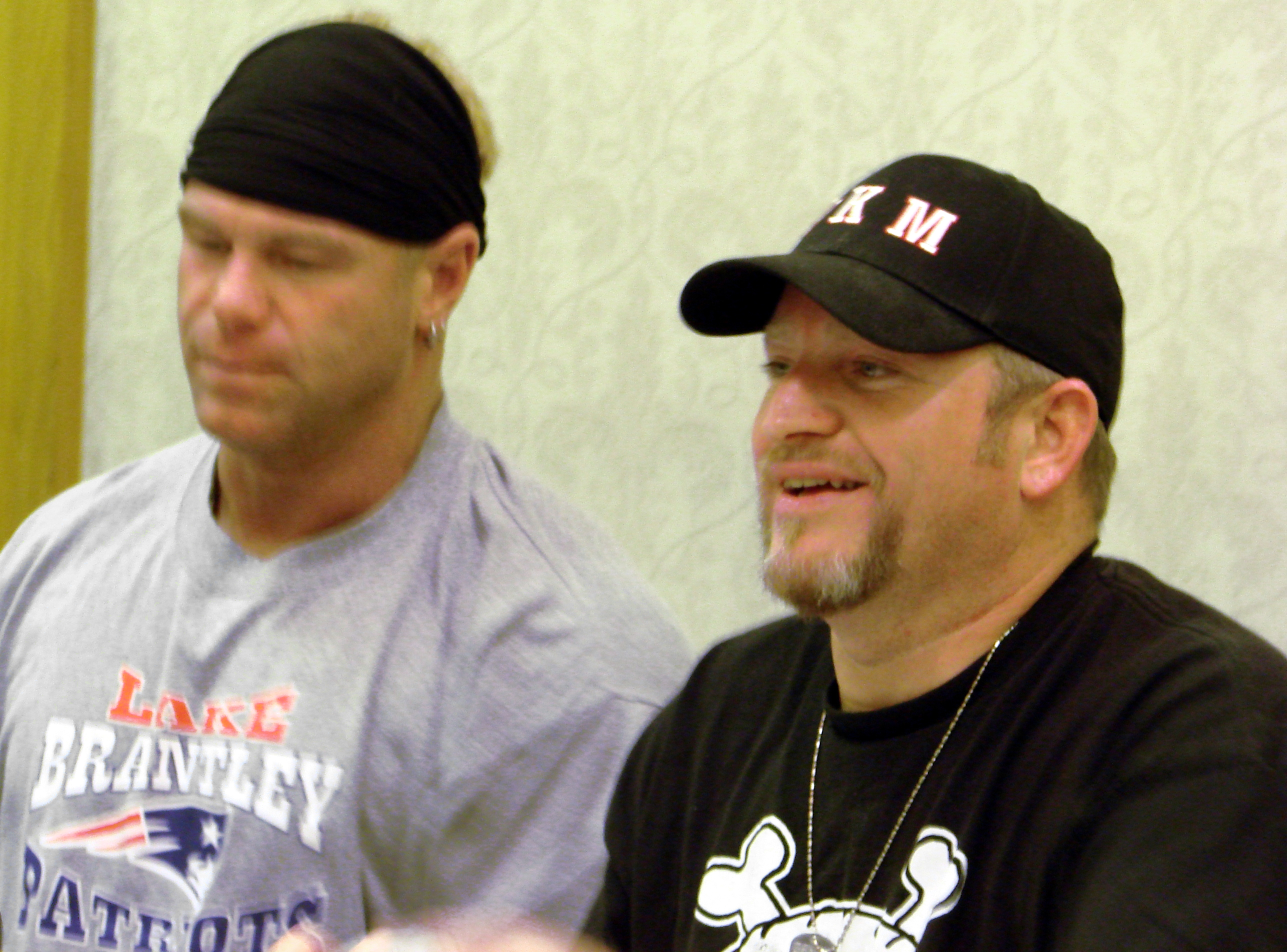
新世代逃犯

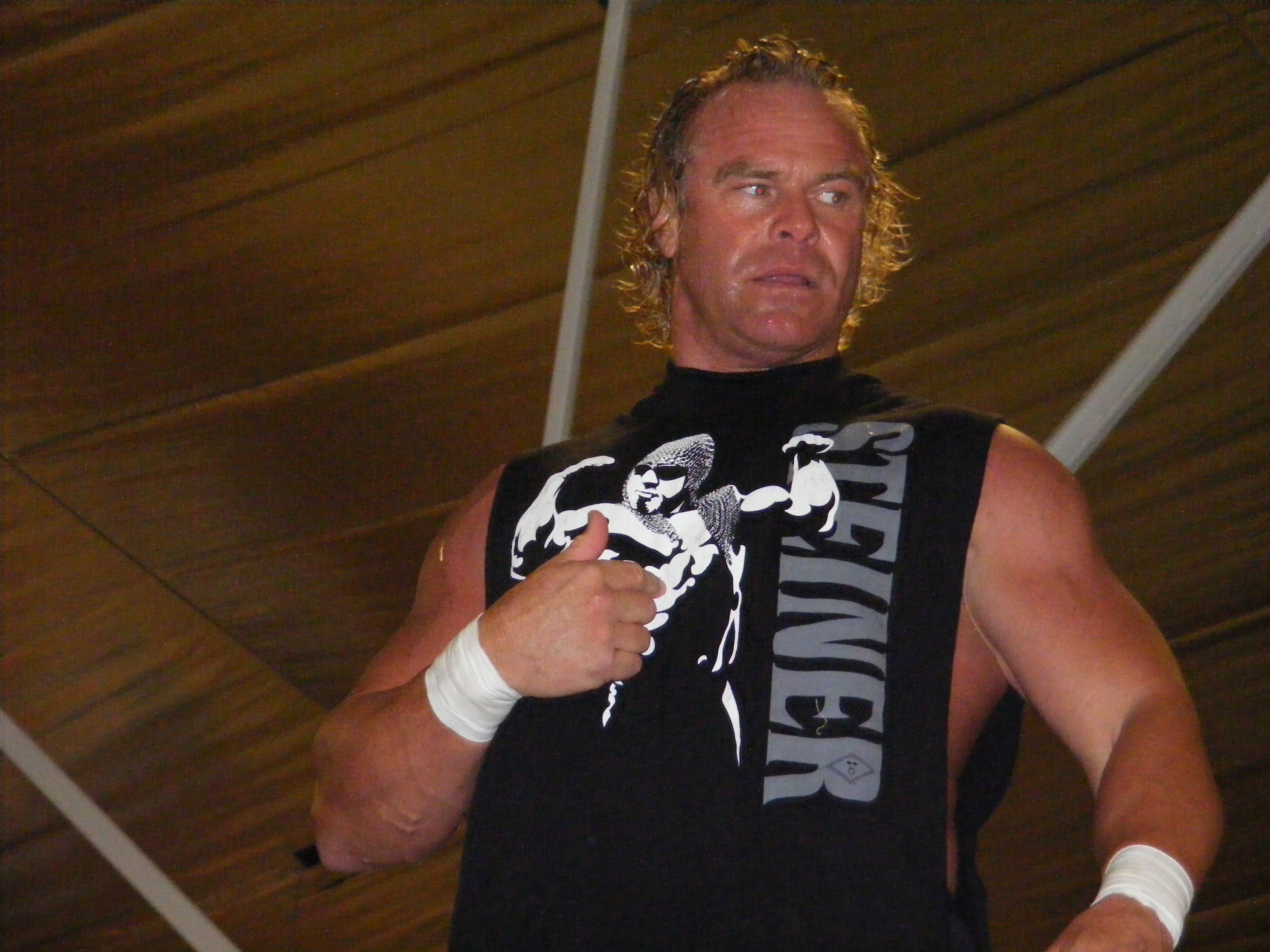
比利·剛恩

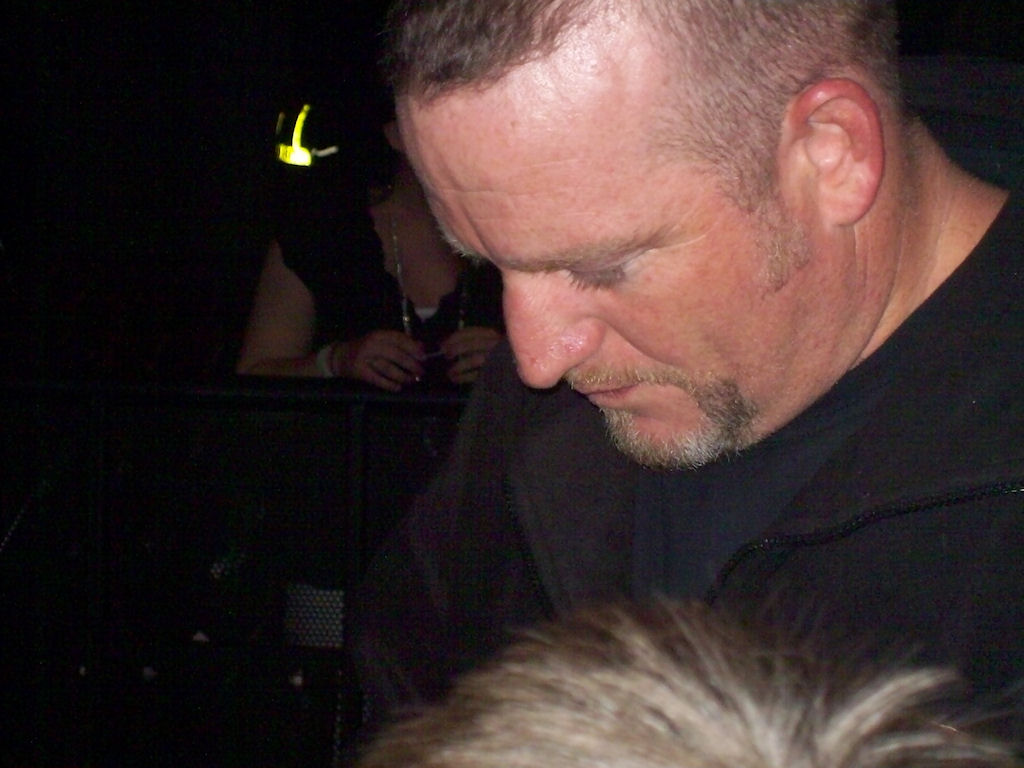
洛德·道格

新世代逃犯（英語：The New Age Outlaws），是一個職業摔角團隊，效力於世界娛樂摔角旗下，主要於WWE Raw和WWE SmackDown節目中活躍。新世代逃犯成立於1997年。
在新世代逃犯的摔角事業中，新世代逃犯曾是三次WWE硬蕊冠軍（比利·剛恩兩次、洛德·道格一次）、一次WWF洲際冠軍（洛德·道格一次）、一次WWE雙打冠軍及五次WWF雙打冠軍。